# Gmina Gustavus
Gmina Gustavus (ang. Gustavus Township) – gmina w Stanach Zjednoczonych, w stanie Ohio, w hrabstwie Trumbull. W 2020 roku liczyła 834 mieszkańców.